# František Tröster
František Tröster (20. prosince 1904, Vrbičany – 14. prosince 1968, Praha) byl český jevištní výtvarník, své stopy zanechal i v mnoha dalších oblastech, především v pedagogické činnosti, ale i v malířství, ilustrátorství, filmu a výstavnictví.

## Život

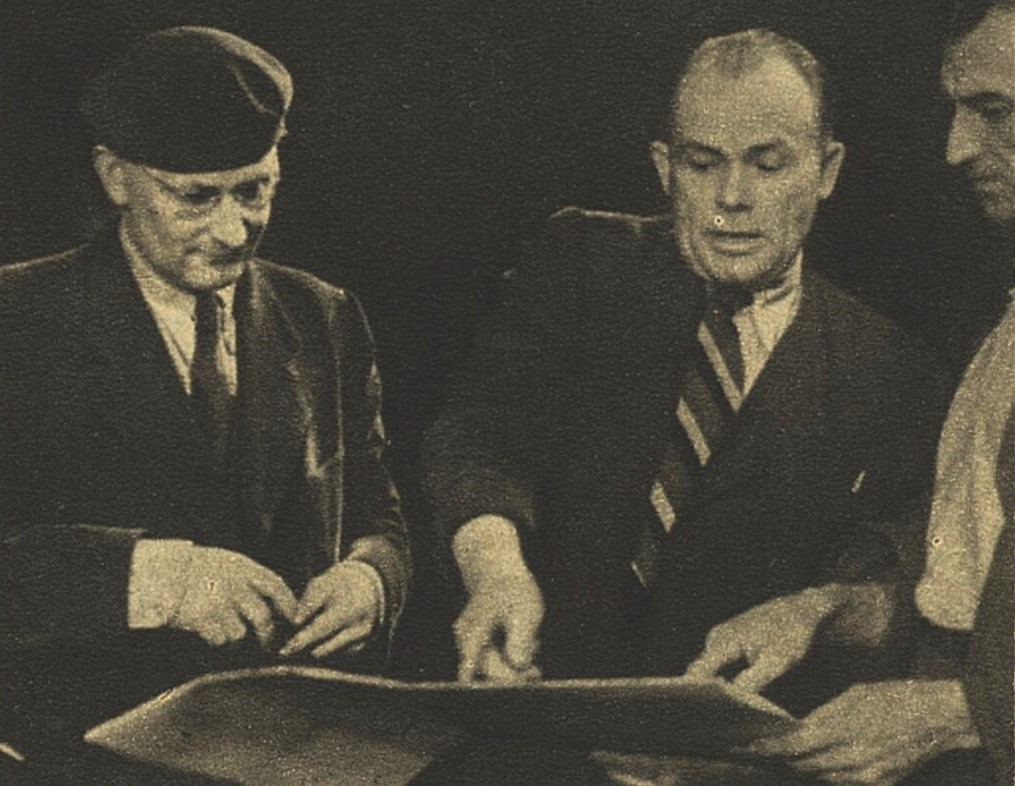
Jiří Frejka (vlevo) a František Tröster (Divadlo na Vinohradech 1948)

František Tröster se narodil 20. prosince 1904 ve Vrbičanech u Roudnice nad Labem. V letech 1916–1924 studoval Reálné gymnázium v Roudnici nad Labem, spolupracoval s divadelním spolkem Hálek. V letech 1924–1928 studoval na Fakultě architektury na Českém vysokém učení technickém v Praze u profesora Rudolfa Kříženeckého.
- 1928–1931 Vysoká škola uměleckoprůmyslová v Praze, profesor Pavel Janák, studijní cesty Francie, Dánsko, Švédsko, Německo, kresby do satirického časopisu Trn
- 1933 Projektant u stavebních firem „Guérineau et Bastélica“ a „René Lugan“ v Alžíru
- 1934–1938 Pedagog na Škole uměleckých řemesel v Bratislavě, vedení aranžérského oddělení, spolupráce s režisérem Viktorem Šulcem ve Slovenském národním divadle
- 1935 Počátek spolupráce s režisérem Jiřím Frejkou
- 1937 Zlatá medaile na Triennale v Miláně, Grand Prix na Mezinárodní výstavě umění a techniky v moderním životě v Paříži
- 1938 Odchod z Bratislavy do Prahy, výstava divadelních návrhů v Umělecké besedě v Praze, dočasný rozchod s režisérem Jiřím Frejkou
- 1939–1943 Profesor Státní střední školy bytového průmyslu v Praze na Žižkově
- 1940 Navázání spolupráce s režiséry Františkem Salzerem, Bohušem Stejskalem, Karlem Jernekem, dvě zlaté medaile na Triennale v Miláně
- 1942 Uvěznění a poprava Tröstrovy sestry Marie a jejího manžela lékaře Soběslava Sobka pro činnost v odboji (Seznam podporovatelů Anthropoidu popravených v Mauthausenu)
- 1943 Profesor dramatického oddělení na Státní konzervatoři hudby v Praze
- 1944 Obnovení spolupráce s režisérem Jiřím Frejkou
- 1944–1945 Zařazen mezi tzv. „zvrhlé umělce“ a totálně nasazen, zákaz práce v divadle, působení v odboji
- 1945 Spolupráce s režiséry Jiřím Frejkou, Jaromírem Pleskotem a Alfrédem Radokem, podíl na vzniku Akademie múzických umění a divadle DISK (DIvadlo Státní Konzervatoře)
- 1946 Založení první katedry scénického výtvarnictví na světě, vedení katedry v letech 1948–1968
- 1950 Začátek spolupráce s režisérem Otomarem Krejčou
- '1958 Cena Grand Prix na světové výstavě EXPO '58 v Bruselu
- 1959 Výtvarné řešení výstavy „Československé sklo“ v Moskvě, zlatá medaile na Biennale v São Paulu
- 1964 Výtvarné řešení výstavy „Velká Morava“
- 1966 Jmenován řádným profesorem oboru scénického výtvarnictví Divadelní fakulty AMU
- 1968 Jmenován národním umělcem

František Tröster zemřel 14. prosince 1968 v Praze.